# 看聞日記
《看聞日記》（日语：／ Kanmon nikki）是伏見宮貞成親王（即後來的後崇光院）所撰寫的日記。貞成親王為伏見宮第3代，同時也是後花園天皇之生父。

## 概要
《看聞日記》全計44卷，包括日記41卷、御幸記1卷、別記1卷以及目錄1卷。雖部分卷帙已佚，然親王自筆之原本現今仍藏於日本宮內廳書陵部 。現存記錄自應永二十三年（1416年）正月初一起，至文安五年（1448年）四月七日止，歷時33年，為後世研究室町時代中期政治、儀禮、宮廷生活及貴族文化的重要史料。
書名「看聞日記」原見於親王自筆之原裝卷首，亦有通稱為《看聞御記》（日语：／ Kanmon gyoki）者。值得注意的是，對於應永三十二年（1425年）十二月三十日以前的部分，研究者透過紙背文書的書寫時期與筆跡分析，確認其內容非當日即時所記，而為親王於之後某一時期親自抄錄整理而成。
此外，日記中缺漏應永三十三年至正長元年（1426年－1428年）共3年的記錄。至於正長二年（1429年）三月九日以降之記事，則無法確認是否有清書（謄寫整理）的之痕跡。
另有學者推測，日記中部分記載可能出自親王之妻庭田幸子之代筆。

## 內容
日記內容記載極為廣泛，體例上多由每日的日期與天候開端，隨後記述朝廷的政務、人事變動，以及室町幕府將軍足利義教時期的幕政運作與社會風貌，亦涵蓋貞成親王自身的生活起居與宮中動向。由於記錄詳細，內容涵蓋政治、社會、文化各層面，《看聞日記》不僅為研究中世日本政治史的重要資料，亦在文化史研究上備受矚目。

## 刊本
《看聞日記》原本由宮內廳書陵部所藏，於昭和五年（1930年）由續群書類從完成會加以翻刻，自此以來，作為了解室町時代政治、社會與文化的第一手史料而廣泛運用。相關翻刻出版資料如下：
- 塙保己一編，『續群書類從 補遺貳 上 看聞御記 上』（太田藤四郎補），續群書類從完成會，1930年。
- 塙保己一編，『續群書類從 補遺貳 下 看聞御記 下』（太田藤四郎補），續群書類從完成會，1930年。
- 塙保己一編，『續群書類從 補遺二 上 看聞御記 上』（太田藤四郎補，訂正第3版），續群書類從完成會，1958年。ISBN 9784797101126。
- 塙保己一編，『續群書類從 補遺二 下 看聞御記 下』（太田藤四郎補，訂正第3版），續群書類從完成會，1959年。ISBN 9784797101133。

宮內廳書陵部編纂之『圖書寮叢刊 看聞日記』，由明治書院自2002年起陸續出版，共計7冊與1冊別冊。各冊出版資訊如下：
- 『看聞日記（一）』，明治書院，2002年3月出版。ISBN 9784625423055。
- 『看聞日記（二）』，明治書院，2004年3月出版。ISBN 9784625423079。
- 『看聞日記（三）』，明治書院，2006年4月出版。ISBN 9784625423093。
- 『看聞日記（四）』，明治書院，2008年4月出版。ISBN 9784625424021。
- 『看聞日記（五）』，明治書院，2010年4月出版。ISBN 9784625424052。
- 『看聞日記（六）』，明治書院，2012年4月出版。ISBN 9784625424106。
- 『看聞日記（七）』，明治書院，2014年4月出版。ISBN 9784625424144。
- 『看聞日記 別冊』，由菊葉文化協會、明治書院於、2021年3月。ISBN 9784625424373。

## 原本寫真版
『看聞日記：乾坤【全號彙編】』－国立国会図書館デジタルコレクション

## 出處
1. 1 2  薗部寿樹（2024）P.4
2. ↑  横井清（1979）P.11-12
3. ↑  横井清（1979）P.239-240
4. ↑  横井清（1979）P.238
5. ↑  横井清（1979）P.240
6. ↑  薗部寿樹（2024）P.3